# Ш
Ш, ш (cursiva Ш, ш) es una letra del alfabeto cirílico. Presente en los idiomas eslavos de la rama oriental y meridional, es la vigésimo quinta letra en el alfabeto búlgaro; la vigésimo sexta en el ruso; la vigésimo séptima en el bielorruso; la vigésimo novena en el ucraniano y la trigésima en los alfabetos serbocroata y macedonio.

## Uso
Esta letra es equivalente a x en castellano antiguo hasta prácticamente el siglo XVIII, sh en inglés, ch en francés y portugués, x en dialectos del occitano como el gascón, el aranés o el catalán, sch en alemán, sc (solamente seguida de las letras "e" o "i") en italiano, ש en hebreo, ş en turco, o sz en polaco. En la mayoría de los idiomas eslavos con alfabeto latino (checo, eslovaco, esloveno y serbocroata) este sonido es escrito con la letra š, (una letra s con un carón encima) y por eso es usada en la transliteración académica del carácter ш al alfabeto latino (con la ventaja de evitar usar un dígrafo en la conversión, pero con la desventaja de usar un signo diacrítico usualmente no presente en las distintas variantes idiomáticas del abecedario occidental).

## Tabla de códigos
| Codificación de caracteres | Tipo      | Decimal | Hexadecimal | Octal  | Binario             |
| -------------------------- | --------- | ------- | ----------- | ------ | ------------------- |
| Unicode                    | Mayúscula | 1064    | 0428        | 002050 | 0000 0100 0010 1000 |
| Unicode                    | Minúscula | 1096    | 0448        | 002110 | 0000 0100 0100 1000 |
| ISO 8859-5                 | Mayúscula | 200     | C8          | 310    | 1100 1000           |
| ISO 8859-5                 | Minúscula | 232     | E8          | 350    | 1110 1000           |
| KOI 8                      | Mayúscula | 251     | FB          | 373    | 1111 1011           |
| KOI 8                      | Minúscula | 219     | DB          | 333    | 1101 1011           |
| Windows 1251               | Mayúscula | 216     | D8          | 330    | 1101 1000           |
| Windows 1251               | Minúscula | 248     | F8          | 370    | 1111 1000           |
Sus códigos HTML son: &#1064; o &#x428 para la mayúscula, y &#1096; o &#x448; para la minúscula.
- Datos: Q173928
- Multimedia: Cyrillic Sha / Q173928